# Alexander Pancoast Riddle
Alexander Pancoast Riddle (* 16. August 1846 in Harlansburg, Lawrence County, Pennsylvania; † 12. Januar 1909 in Minneapolis, Kansas) war ein US-amerikanischer Politiker. Zwischen 1885 und 1889 war er Vizegouverneur des Bundesstaates Kansas.

## Leben
Alexander Riddle machte eine Lehre im Druckerhandwerk und arbeitete danach im Zeitungsgeschäft. Seit 1869 lebte er zunächst in Olathe und dann in Girard (Kansas). Dort war er bis 1885 Miteigentümer einer Zeitung. In diesem Jahr verkaufte er seinen Anteil und zog nach Minneapolis im Ottawa County, wo er ebenfalls einige Zeitungen herausgab. Politisch wurde er Mitglied der Republikanischen Partei. Zwischen 1881 und 1883 gehörte er dem Senat von Kansas an.
1884 wurde Riddle an der Seite von John Martin zum Vizegouverneur von Kansas gewählt. Dieses Amt bekleidete er nach einer Wiederwahl zwischen dem 12. Januar 1885 und dem 14. Januar 1889. Dabei war er Stellvertreter des Gouverneurs. Im Juni 1896 nahm er als Delegierter an der Republican National Convention in St. Louis teil, auf der William McKinley als Präsidentschaftskandidat nominiert wurde. Im selben Jahr wurde er zum Versicherungsbeauftragten seines Staates ernannt (Superintendent on Insurance). Er starb am 12. Januar 1909 in Minneapolis.